# Светски куп у ватерполу за жене 1980.
Светски куп у ватерполу за жене 1980. је друго издање овог такмичења у организацији ФИНЕ. Куп се одиграо у Бреди, Холандија од 11. до 13. јула 1980. Учествовало је пет екипа, укључујући млади том Холандије (који није био у конкуренцији за титулу). Свако је играо са сваким, а победник је била екипа која је била прва на табели.

## Резултати
|                  | Холандија | Сједињене Државе | Канада | Аустралија | Холандија |
| ---------------- | --------- | ---------------- | ------ | ---------- | --------- |
| Холандија        |           | 8 – 7            | 4 – 4  | 7 – 6      | 18 – 0    |
| Сједињене Државе | 7 – 8     |                  | 5 – 3  | 6 – 6      | 13 – 3    |
| Канада           | 4 – 4     | 3 – 5            |        | 6 – 5      | 12 – 9    |
| Аустралија       | 6 – 7     | 6 – 6            | 5 – 6  |            | 7 – 1     |
| Холандија II     | 0 – 18    | 3 – 13           | 9 – 12 | 1 – 7      |           |

## Табела
|    | Екипа            | О | П | Н | И | ДГ | ПГ | Разл. | Бод. |
| -- | ---------------- | - | - | - | - | -- | -- | ----- | ---- |
| 1. | Холандија        | 4 | 3 | 1 | 0 | 37 | 17 | +20   | 7    |
| 2. | Сједињене Државе | 4 | 2 | 1 | 1 | 31 | 20 | +11   | 5    |
| 3. | Канада           | 4 | 2 | 1 | 1 | 25 | 23 | +2    | 5    |
| 4. | Аустралија       | 4 | 1 | 1 | 2 | 24 | 20 | +4    | 3    |
| 5. | Холандија II     | 4 | 0 | 0 | 4 | 13 | 50 | –37   | 0    |

| 2° место САД | Победник 2. Светског купа у ватерполу за жене - 1980. Холандија 1° титула | 3° место Канада |

## Коначан пласман
| Поз. | Екипа            |
| ---- | ---------------- |
|      | Холандија        |
|      | Сједињене Државе |
|      | Канада           |
| 4.   | Аустралија       |
| 5.   | Холандија II     |